# Katedra w Modenie
Katedra w Modenie (wł.: Cattedrale Metropolitana di Santa Maria Assunta in Cielo e San Geminiano) – kościół rzymskokatolicki w Modenie (Emilia-Romania, Włochy) poświęcony Wniebowzięciu Najświętszej Maryi Panny oraz świętemu Geminianowi, który jest również patronem miasta. Katedra zlokalizowana jest w centrum miasta, przy placu Piazza Grande, w pobliżu Urzędu Miasta. Świątynia jest siedzibą archidiecezji Modena-Nonantola. Wraz z wieżą Torre Civica i całym placem Piazza Grande jest obiektem z Listy Światowego Dziedzictwa UNESCO.

## Historia
Na miejscu obecnej katedry już w V wieku znajdował się kościół zbudowany przy grobie św. Geminiana (zm. 31 stycznia 397), przez jego następcę, biskupa Teodora. Z tej pierwszej świątyni została jedynie płyta nagrobna Gudenbergi, zmarłej 12 czerwca 570, znajdująca się dziś w krypcie katedry.
W połowie XI w. świątynia została rozebrana, a na jej miejscu wzniesiono nową, większą katedrę, która już pod koniec wieku zaczęła zagrażać upadkiem. Została rozebrana, by ustąpić miejsca obecnej budowli. Prace rozpoczęto budowę 26 maja 1099, a kamień węgielny obecnej świątyni położono 9 czerwca. Warto zauważyć, że dokonano tego z inicjatywy mieszkańców miasta w okresie sede vacante. W 1081 papież Grzegorz VII ekskomunikował ówczesnego biskupa Eryberta, gdyż ten sympatyzował z antypapieżem Klemensem III i cesarzem Henrykiem IV. Gdy w 1100 do Modeny przybył mianowany przez Urbana II nowy biskup Dodon, zastał budowę katedry w toku.
Wzniesienie katedry powierzono lombardzkiemu architektowi Lanfranco, który rozpoczął budowę od absyd po północnej stronie (tu też znajduje się tablica pamiątkowa). Wkrótce dołączył do niego miejscowy rzeźbiarz Wiligelmo, który zajął się budową fasady od strony południowej, co upamiętnia druga tablica jemu poświęcona. Ten nietypowy sposób budowy potwierdza krótszy łuk (2,67 m zamiast 3,74 m) w miejscu spotkania. Wiligelmo wykonał również marmurowe reliefy ozdabiające fasadę i przedstawiające sceny ze Starego Testamentu.
Do budowy katedry wykorzystano materiał pozyskany z ruin budynków i nekropolii z epoki rzymskiej. Do dziś można dostrzec na płytach marmuru, którymi obłożona jest katedra i dzwonnica, rzeźby i napisy z okresu rzymskiego. Ponadto lwy podtrzymujące kolumny głównego wejścia i bocznego (Porta dei principi) są bez wątpienia antycznego pochodzenia. Jest to pierwszy przypadek wykorzystania tego typu rzeźb w średniowiecznej budowli.
W 1106 katedra była już przykryta dachem. 30 kwietnia uroczyście przeniesiono relikwie św. Geminiana ze starego kościoła (który w międzyczasie został prawie zupełnie rozebrany) do krypty nowego. Ceremonia odbyła się w obecności papieża Paschalisa II i Matyldy z Canossy oraz licznych biskupów, opatów, duchowieństwa, władz miejskich i ludu. Ten sam papież 8 października konsekrował ołtarz dedzkowanz đwitemu patronowi.
Po 1167 pracę przejmują następcy Lanfranco i Wiligelma oraz maestri campionesi, którzy znacznie zmieniają fasadę wybijając dwoje drzwi po bokach głównego wejścia i budując wielką gotycką rozetę.
Papież Lucjusz III 12 lipca 1184 konsekrował katedrę i ołtarz główny, chociaż prace trwały do lat dwudziestych XII wieku.

## Budowla
Świątynia ma 85 m długości i 32 m szerokości. Fasada ma 32 m wysokości.

### Fasada
Zmiany w różnych momentach historii sprawiają, że fasada jest obecnie mieszanką stylów. Szczególnie cennymi elementami fasady są płaskorzeźby autorstwa Wiligelma (fryzy i zachodni portal).

### Wnętrze
Wnętrze podzielone jest na trzy nawy. Pomiędzy nawą główną a kryptą znajduje się marmurowy parapet autorstwa Anselmo da Campione przedstawiający mękę Pańską.

## Osoby związane z katedrą
Pogrzeb słynnego włoskiego tenora urodzonego w Modenie, Luciano Pavarottiego odbył się w katedrze. Śpiewaka żegnali tutaj między innymi Romano Prodi i Kofi Annan.